# Alopias pelagicus
Lo squalo volpe pelagico (Alopias pelagicus Nakamura, 1935), è una specie di squalo lamniforme della famiglia degli alopidi. 
Viene spessissimo confuso col congenere e molto simile Alopias vulpinus, anche nelle pubblicazioni scientifiche: le due specie si distinguono per le minori dimensioni dello squalo volpe pelagico (che con i suoi 3,3 m di lunghezza è la specie più piccola del genere Alopias, mentre lo squalo volpe comune raggiunge e in alcuni casi supera i 6 m) e le pinne pettorali arrotondate ed interamente di colore scuro (nello squalo volpe comune la superficie inferiore delle pinne pettorali, che sono appuntite all'estremità, tende ad essere più chiara).
A differenza dello squalo volpe comune, inoltre, questa specie manca di una rete mirabile a livello del tronco e di tutta una serie di piccoli adattamenti (come la presenza di muscoli striati siti in profondità nel corpo, che nelle altre specie servono da generatori di calore, ma che nello squalo volpe pelagico sono siti sotto la pelle) che permettono all'animale di conservare il calore, consentendogli un moderato grado di endotermia.

## Descrizione

### Dimensioni
Si tratta della specie più piccola del genere Alopias: misura infatti fino a 3,8 m di lunghezza, per un peso che può raggiungere gli 88,4 kg. Tuttavia rimane generalmente più piccolo, con una lunghezza che si attesta attorno ai 3 m ed un peso pari a circa 70 kg. Il record di lunghezza per questa specie appartiene a un esemplare lungo 5 m, tuttavia si tratta con ogni probabilità di un caso di confusione con Alopias vulpinus.
A parità d'età, le femmine tendono ad essere leggermente più grandi e robuste dei maschi.

### Aspetto

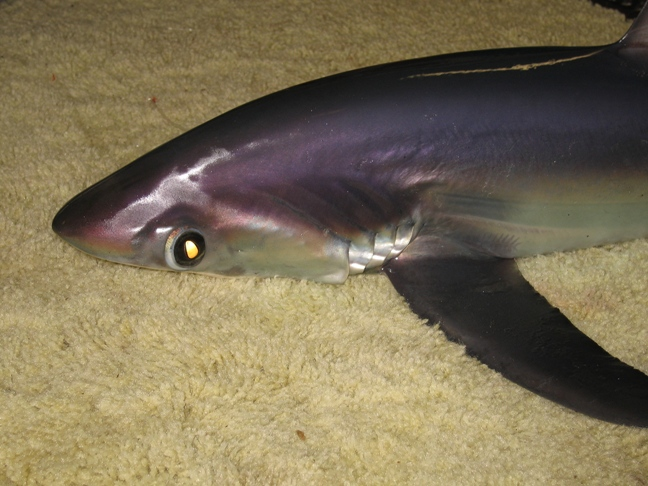
Testa di uno squalo volpe pelagico.

Questo animale possiede un corpo molto idrodinamico, di aspetto fusiforme. Il muso è corto e di forma cilindrica: gli occhi, molto grandi nei giovani, tendono a ridursi in dimensioni con l'età. I denti sono piccoli e disposti in 21-22 file nella mascella e 21 file nella mandibola, più 5-11 file di denti posteriori: essi presentano cuspidi oblique e margine zigzagante sulla parte esterna.

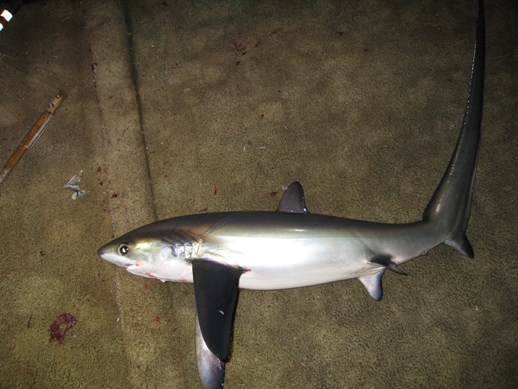
Uno squalo volpe pelagico mostra tutte le caratteristiche tipiche della specie: profilo idrodinamico, lunga coda e pinne pettorali arrotondate.

La pinna caudale è estremamente caratteristica, essendo eterocerca nella sua parte superiore e lunga quasi quanto il resto del corpo: anche le pinne pettorali sono lunghe e a forma di falce, con punta arrotondata. La prima pinna dorsale si pone sul dorso grossomodo a metà strada fra le pinne pettorali e le pinne pelviche ed è piuttosto lunga anch'essa, mentre la seconda pinna dorsale e le pinne pelviche sono abbastanza piccole e allargate.
Il corpo è di colore blu scuro sul dorso e bianco sul ventre, per ingannare potenziali prede e predatori sia che essi si trovino al di sopra dell'animale (dove il blu del dorso si confonde col blu delle profondità oceaniche) sia che essi si trovino al di sotto di esso (dove il bianco del ventre si confonde col bianco delle acque superficiali irradiate dal sole): il bianco non si estende oltre l'attaccatura delle pinne pettorali. La colorazione dell'animale degenera rapidamente nel grigio dopo la sua morte.
Sebbene manchi la rete mirabile a livello del tronco, ne è presente una (similmente allo squalo volpe occhiogrosso, rispetto al quale è tuttavia meno sviluppata anche in virtù delle minori dimensioni degli occhi) fra gli occhi ed il cervello dell'animale, che probabilmente ha la funzione di scambiare velocemente calore e preservare gli occhi dagli sbalzi termici e dalle basse temperature.

## Biologia
Si tratta di instancabili nuotatori pelagici, che solcano gli oceani alla ricerca di cibo. Spesso li si può osservare mentre compiono grandi balzi al di fuori dell'acqua, comportamento questo analogo al breaching dei cetacei.

Gli squali volpe pelagici, come intuibile dal nome, sono abitatori delle acque aperte: di tanto in tanto, però, li si può osservare in acque costiere. In particolare, nei pressi dell'isola filippina di Malapascua non è infrequente incontrare esemplari di questa specie anche in acque piuttosto basse, intenti a farsi ripulire dai parassiti cutanei (come i copepodi del genere Echtrogaleus) da pesci pulitori come Labroides dimidiatus e Thalassoma lunare.
Sebbene si tratti di predatori, gli squali volpe pelagici possono di tanto in tanto cadere preda, a loro volta, di squali più grandi e di grossi odontoceti, come le orche.

### Alimentazione
Poco si conosce della dieta di questi squali: la conformazione dei denti e della coda lascia supporre che si tratti di animali che si nutrono principalmente di piccole prede pelagiche, ipotesi questa supportata dall'analisi del contenuto gastrico di alcuni esemplari, che avrebbe identificato le principali prede di questi animali nei Paralepididae, Phosichthyidae, e Gempylidae. Essendo questi animali tipici abitanti della zona mesopelagica, risulta chiaro che lo squalo volpe pelagico evita la competizione con altri grossi predatori pelagici (come marlin, tonni e lampughe), cibandosi in profondità piuttosto che nei pressi della superficie come questi ultimi.
Come osservato nelle altre specie di alopidi, è lecito supporre che anche in questa specie sia comune il comportamento predatorio, che consiste nel nuotare in cerchio attorno ai banchi di prede per compattarli il più possibile ed evitarne la dispersione, per poi utilizzare la lunga coda per menare fendenti sul banco e cibarsi dei pesci che rimangono storditi a causa dei colpi.

### Riproduzione
Si tratta di una specie ovovivipara: i piccoli (uno per utero, vale a dire 2 nella maggior parte dei casi) si nutrono del proprio sacco vitellino durante i primi tempi, ma una volta terminato questo (generalmente quando l'embrione misura circa 12 cm di lunghezza) ricevono il nutrimento direttamente dalla madre, sotto forma di uova non fecondate (comportamento questo tipico di molti squali e noto come ovofagia). Queste uova vengono somministrate all'embrione in capsule di 5,5 cm di lunghezza e 1,2 cm di spessore, ciascuna delle quali contiene 20-30 uova: l'embrione nelle prime fasi di sviluppo intrauterino possiede denti specializzati nell'aprire queste capsule, che poi perdono la propria utilità quando l'animale cresce ed è grande abbastanza da assumere le capsule intere.
Il fatto che finora siano state pescate femmine gravide durante vari periodi dell'anno lascia supporre che non vi sia una stagione riproduttiva definita, ma che l'accoppiamento possa avvenire in qualsiasi periodo dell'anno. Non si hanno dati riguardanti la durata della gestazione, tuttavia si suppone che essa, similmente a quanto osservabile nell'affine Alopias vulpinus, duri circa un anno, o ancora meno in virtù delle minori dimensioni dello squalo volpe pelagico.

I piccoli alla nascita sono grandi quasi la metà degli adulti (fino a 1,6 m di lunghezza), sebbene bisogni considerare che la metà della loro lunghezza spetti alla sola coda. Essi crescono piuttosto velocemente nei primi anni di vita, mentre in seguito la crescita, sebbene sia continua, tende a diminuire in rapporto all'età: si passa dai 9 cm di crescita del primo anno agli 8 del secondo e del terzo, ai 6 del quarto, quinto e sesto anno, ai 4 degli anni compresi fra il settimo e il decimo, ai tre centimetri dell'undicesimo e dodicesimo, per poi continuare al ritmo di due centimetri all'anno dal tredicesimo anno d'età in poi.

La maturità sessuale viene raggiunta attorno agli 8-9 anni d'età (lunghezza pari a 2,8-2,9 m) dalle femmine, mentre i maschi sono leggermente più precoci e raggiungono la maturità sessuale un anno prima (7-8 anni d'età, 2,7-2,8 m di lunghezza). La speranza di vita è sconosciuta, tuttavia si stima che i maschi possano vivere fino a 17 anni e le femmine fino a 28: il maschio più anziano sinora studiato aveva 14 anni, mentre la femmina più anziana era sedicenne.

## Distribuzione ed habitat
I dati relativi alla distribuzione di questa specie sono pochi e piuttosto confusionari, anche in virtù della frequente confusione effettuata con lo squalo volpe comune: tuttavia lo squalo volpe pelagico sembra essere comune negli oceani Indiano e Pacifico, con sporadici avvistamenti avvenuti anche in Sudafrica, Mar Rosso e Mare Arabico. Si tratta di una specie molto mobile e tendente a compiere migrazioni anche di grande entità, al punto che il flusso genico è maggiore fra differenti popolazioni che all'interno delle popolazioni stesse.
Si tratta di un tipico abitatore della zona pelagica, dove può essere osservato fino a profondità di almeno 150 m. Occasionalmente, lo si può vedere in acque costiere in zone con ridotta piattaforma continentale: è stato inoltre osservato a basse profondità nel Mar Rosso, nel Mare di Cortez e in Indonesia e Micronesia. Nelle isole Tuamotu ne è stato addirittura osservato un esemplare in una laguna.

## Rapporti con l'uomo

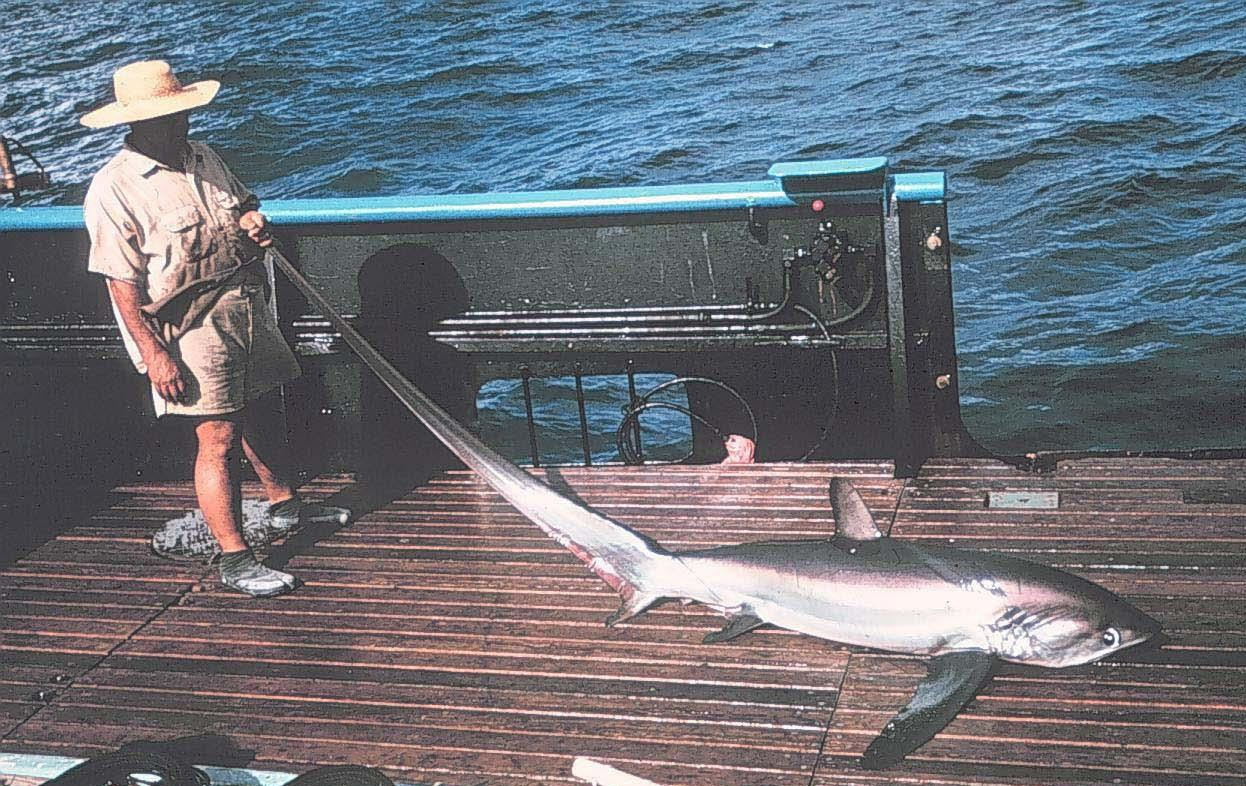
Gli squali volpe pelagici cadono spesso vittima dei pescatori.

Finora sembrerebbe che lo squalo volpe pelagico non si sia mai reso responsabile di attacchi all'uomo: del resto, la conformazione della bocca e dei denti e le piccole dimensioni fanno sì che l'uomo non rientri fra le potenziali prede di questo animale, che fra l'altro è piuttosto timido e tende ad allontanarsi dai subacquei.

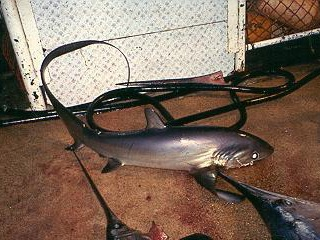
Uno squalo volpe pescato accidentalmente.

Spesso questo squalo cade preda dei pescatori, volontariamente o involontariamente: se esso infatti cade spesso accidentalmente vittima dei palamiti, specialmente nella porzione orientale dell'Oceano Indiano e nel Pacifico centrale viene pescato per le pinne (utilizzate per farne zuppa), l'olio estratto dal fegato (che costituisce fino al 10% del peso totale dell'animale e viene impiegato per vari usi, dalla cosmetica alla farmaceutica) e per la pelle (che dà un ottimo cuoio): in alcune zone dove la specie appare abbondante, come nel braccio di mare compreso fra Taiwan e il Giappone, lo squalo volpe pelagico costituisce fino al 12% del pescato totale (considerando i soli squali).

In alcune aree, lo squalo volpe pelagico è inoltre un ambito trofeo per i pescatori sportivi.
Se a queste fonti di pericolo si aggiunge la bassa fecondità dell'animale (ciascuna femmina dà infatti alla luce al massimo 40 piccoli durante la vita), si comprende come mai la specie venga classificata come "in pericolo" dall'IUCN.